# Arno Arthur Wachmann
| Odkryte planetoidy: 3 | Odkryte planetoidy: 3 | Odkryte planetoidy: 3 |
| --------------------- | --------------------- | --------------------- |
| (1465) Autonoma       | 20 marca 1938         |                       |
| (1501) Baade          | 20 października 1938  |                       |
| (1586) Thiele         | 13 lutego 1939        |                       |

Arno Arthur Wachmann (ur. 8 marca 1902 w Hamburgu, zm. 24 lipca 1990 tamże) – niemiecki astronom.
Od roku 1927 pracował w obserwatorium Hamburg-Bergedorf. Odkrył tam trzy planetoidy. Wspólnie z Arnoldem Schwassmannem odkrył trzy komety okresowe: 29P/Schwassmann-Wachmann, 31P/Schwassmann-Wachmann i 73P/Schwassmann-Wachmann, współodkrył też kometę C/1930 D1 (Peltier-Schwassmann-Wachmann).
Zajmował się także spektroskopią gwiazd, zwłaszcza gwiazd podwójnych i zmiennych.
Planetoida (1704) Wachmann została nazwana jego nazwiskiem.